# Арустамян, Карине Кареновна
Карине Кареновна Арустамян (арм. Կարինե Կարենի Առուստամյան) (род. 23 сентября 1953) ― советский и  армянский врач , акушер-гинеколог. Доктор медицинских наук ( 2007 г. ), профессор . Заведующая отделением нехирургической гинекологии Научного центра здоровья матери и ребенка. Известна внедрением экстракорпорального оплодотворения в Армении.

## Биография
Родилась 23 сентября 1953 года.
В 1976 году окончил лечебный факультет Ереванского государственного медицинского института. С 1976 по 1978 год проходила стажировку на кафедре НИИ акушерства и гинекологии. С 1997 года работает в НИИ охраны здоровья матери и ребенка, заведующий отделением нехирургической гинекологии, в том же году назначена заместителем директора этого НИИ по науке.
С 2005 года возглавляет отделение экстракорпорального оплодотворения НИИ здоровья матери и ребенка. В 2007 году защитила докторскую диссертацию на соискание учёной степени доктора медицинских наук.
С 2009 по 2010 год преподавала доцентом кафедры акушерства и гинекологии Национального института здравоохранения Министерства здравоохранения Армении.
С 2011 года преподает профессором кафедры акушерства и гинекологии факультета последипломного и непрерывного образования Ереванского медицинского университета имени Мхитара Гераци.
Член учёного совета Научно-исследовательского центра охраны здоровья матери и ребенка, входит в Армянскую ассоциацию остеопороза, избрана членом Европейской ассоциации эмбриологии и репродукции человека.
Написала 157 научных работ, в том числе по экстракорпоральному оплодотворению.
Награждена Грамотой Министерства здравоохранения Армении (2001) и премией президента Армении за внедрение экстракорпорального оплодотворения в Армении (2008).
Карине Арустамян также занимается живописью. Её работы «Древо жизни», «Бесконечность» и «История мака» были представлены на выставках «Доктора создают», «Когда врачи создают, искусство лечит искусство», организованной в 2019 году в Центр Армянского Искусства в Ереване.